# ۵۷۹ (قمری)
۵۷۹ (قمری)، پانصد و هفتاد و نهمین سال در گاهشماری هجری قمری است. اول محرم این سال برابر با سوم مه سال ۱۱۸۳ میلادی است.

## درگذشتگان
- شوال- تقیه صوریه، شاعربانو و ادیب عربی شامی